# Lymfatická soustava
Lymfatická soustava (mízní soustava) je jednosměrná soustava lidského těla, vedoucí z mezibuněčných prostorů do krve lymfatickými (mízními) cévami. Větší mízní cévy se označují jako mízovody (např. hrudní mízovod – kde ústí míza do žil). Věda, která zkoumá lymfatickou soustavu, se nazývá lymfologie.

## Funkce
- odvod tkáňového moku z tkání ve formě lymfy
- odvod tuků ve formě kapének do horní duté žíly
- obranný mechanismus – mízní uzliny
- odvádí z těla produkty metabolismu (škodlivé, nepotřebné látky)
- vede do krve živiny
- míza se podílí na stálosti vnitřního prostředí (tzv. homeostáze)

## Lymfatické orgány
- slezina – největší lymfatický orgán v těle
- mízní uzlina – malé orgány vmezeřené do lymfatických cév, zejména imunitní funkce
- mandle – tvoří tzv. Waldeyrův mízní okruh, bojují proti infekci v jednom z přirozených vstupů do těla - hltanu.
  - krční mandle (tonsilla palatina), též patrová mandle
  - nosní mandle (tonsilla pharyngea)
  - jazyková mandle (tonsilla lingualis)
  - trubicová mandle (tonsilla tubaria)
- brzlík – ke stáří je nahrazován tukem, hlavní funkce v dětství (imunokompetence T-lymfocytů).
- kostní dřeň – vznik leukocytů a dalších elementů imunitního systému (zejm. granulocyty a monocyty)
- apendix – významná součást tzv. MALT (mucosa asociated lymphatic tissue – slizniční lymfatická tkáň) systému. Pro velký objem lymfatické tkáně bývá nazýván tonsilla abdominalis, tedy břišní mandle.

## Zajímavost
Přestože se dlouhodobě mělo za to, že lymfatické cévy nevedou k mozku, bylo roku 2015 objeveno u myší spojení s CNS.